# Tivanita
La tivanita és un mineral de la classe dels òxids. El nom reflecteix la seva composició química: titani (ti) i vanadi (van) més el sufix -ita. És isostructural amb la kleberita.

## Característiques
La tivanita és un òxid de fórmula química V3+TiO₃(OH). Cristal·litza en el sistema monoclínic. La seva duresa a l'escala de Mohs és 5,5.
Segons la classificació de Nickel-Strunz, la tivanita pertany a «04.DB - Metall:Oxigen = 1:2 i similars, amb cations de mida mitjana; cadenes que comparteixen costats d'octàedres» juntament amb els següents minerals: argutita, cassiterita, plattnerita, pirolusita, rútil, tripuhyita, tugarinovita, varlamoffita, byströmita, tapiolita-(Fe), tapiolita-(Mn), ordoñezita, akhtenskita, nsutita, paramontroseïta, ramsdel·lita, scrutinyita, ishikawaïta, ixiolita, samarskita-(Y), srilankita, itriocolumbita-(Y), calciosamarskita, samarskita-(Yb), ferberita, hübnerita, sanmartinita, krasnoselskita, heftetjernita, huanzalaïta, columbita-(Fe), tantalita-(Fe), columbita-(Mn), tantalita-(Mn), columbita-(Mg), qitianlingita, magnocolumbita, tantalita-(Mg), ferrowodginita, litiowodginita, titanowodginita, wodginita, ferrotitanowodginita, wolframowodginita, litiotantita, carmichaelita, alumotantita i biehlita.

## Formació i jaciments
En la seva localitat tipus va ser descrita en forma de grans en petites línies micàcies riques en vanadi i or en un dipòsit d'or hidrotermal. En la mateixa localitat va trobar-se associada a rútil i ilmenita. Només s'ha descrit a la seva localitat tipus, a Austràlia, tot i que alguns estudis també apunten a la seva existència a Minas Gerais (Brasil).